# Anacroneuria pastora
Anacroneuria pastora är en bäcksländeart som beskrevs av Bill P.Stark och Cardona 2007. Anacroneuria pastora ingår i släktet Anacroneuria och familjen jättebäcksländor. Inga underarter finns listade i Catalogue of Life.